# Ліхтенштейн на зимових Олімпійських іграх 1988
Ліхтенштейн брав участь у Зимових Олімпійських іграх 1988 року в Калгарі (Канада), де завоював бронзову олімпійську медаль у змаганнях з гірськолижного спорту.
Князівство представляли 13 спортсменів (11 чоловіків та 2 жінки) у 3-х видах спорту: гірськолижному, санному та лижних перегонах.

## Медалі
| Медаль | Спортсмен       | Вид спорту          | Дисципліна       |
| ------ | --------------- | ------------------- | ---------------- |
| Бронза | Пауль Фроммельт | Гірськолижний спорт | Чоловічий слалом |

## Змагання

### Гірськолижний спорт
Чоловіки
| Спортсмен       | Дисципліна              | 1-а гонка | 2-а гонка | Загальний результат | Загальний результат |
| Спортсмен       | Дисципліна              | Час       | Час       | Час                 | Місце               |
| --------------- | ----------------------- | --------- | --------- | ------------------- | ------------------- |
| Роберт Бюхель   | Швидкісний спуск        |           |           | 2:08.66             | 39                  |
| Грегор Хооп     | Швидкісний спуск        |           |           | 2:08.50             | 38                  |
| Сільвіо Вілле   | Швидкісний спуск        |           |           | 2:07.77             | 36                  |
| Роберт Бюхель   | Супергігантський слалом |           |           | DNF                 | —                   |
| Сільвіо Вілле   | Супергігантський слалом |           |           | 1:46.08             | 28                  |
| Günther Marxer  | Супергігантський слалом |           |           | 1:44.16             | 17                  |
| Андреас Венцель | Супергігантський слалом |           |           | 1:43.00             | 12                  |
| Сільвіо Вілле   | Гігантський слалом      | 1:09.20   | 1:05.88   | 2:15.08             | 29                  |
| Роберт Бюхель   | Гігантський слалом      | 1:08.55   | DNF       | DNF                 | —                   |
| Гюнтер Марксер  | Гігантський слалом      | 1:08.00   | 1:04.72   | 2:12.72             | 25                  |
| Андреас Венцель | Гігантський слалом      | 1:05.65   | 1:03.38   | 2:09.03             | 6                   |
| Сільвіо Вілле   | Слалом                  | DSQ       | —         | DSQ                 | —                   |
| Геральд Нешер   | Слалом                  | DNF       | —         | DNF                 | —                   |
| Грегор Хооп     | Слалом                  | DNF       | —         | DNF                 | —                   |
| Пауль Фроммельт | Слалом                  | 51.69     | 48.15     | 1:39.84             | 3                   |

Чоловіча комбінація
| Спортсмен       | Швидкісний спуск | Слалом | Слалом | Загальний результат | Загальний результат |
| Спортсмен       | Час              | Час 1  | Час 2  | Очки                | Місце               |
| --------------- | ---------------- | ------ | ------ | ------------------- | ------------------- |
| Сільвіо Вілле   | 2:21.71          | DSQ    | —      | DSQ                 | —                   |
| Пауль Фроммельт | 1:56.82          | 43.33  | 43.20  | 122.12              | 16                  |
| Роберт Бюхель   | 1:53.96          | 49.96  | 45.42  | 136.70              | 20                  |
| Грегор Хооп     | 1:53.21          | 45.95  | 44.68  | 114.62              | 14                  |

Жінки
| Спортсмен      | Дисципліна              | 1-а гонка | 2-а гонка | Загальний результат | Загальний результат |
| Спортсмен      | Дисципліна              | Час       | Час       | Час                 | Місце               |
| -------------- | ----------------------- | --------- | --------- | ------------------- | ------------------- |
| Жаклін Фогт    | Швидкісний спуск        |           |           | DNF                 | —                   |
| Йоланда Кіндле | Швидкісний спуск        |           |           | 1:32.88             | 26                  |
| Жаклін Фогт    | Супергігантський слалом |           |           | DNF                 | —                   |
| Йоланда Кіндле | Гігантський слалом      | DNF       | —         | DNF                 | —                   |
| Жаклін Фогт    | Гігантський слалом      | 1:03.95   | 1:10.69   | 2:14.64             | 21                  |
| Жаклін Фогт    | Слалом                  | 53.94     | DNF       | DNF                 | —                   |
| Йоланда Кіндле | Слалом                  | 52.56     | DSQ       | DSQ                 | —                   |

Жіноча комбінація
| Спортсмен      | Швидкісний спуск | Слалом | Слалом | Загальний результат | Загальний результат |
| Спортсмен      | Час              | Час 1  | Час 2  | Очки                | Місце               |
| -------------- | ---------------- | ------ | ------ | ------------------- | ------------------- |
| Йоланда Кіндле | 1:21.23          | 41.82  | 43.60  | 112.72              | 16                  |
| Жаклін Фогт    | 1:20.81          | 43.17  | 45.14  | 130.22              | 18                  |

### Лижні перегони
Чоловіки
| Дисципліна            | Спортсмен        | Гонка     | Гонка |
| Дисципліна            | Спортсмен        | Час       | Місце |
| --------------------- | ---------------- | --------- | ----- |
| 15 км класичний стиль | Костянтин Ріттер | DNF       | —     |
| 15 км класичний стиль | Патрік Гаслер    | 47:07.3   | 51    |
| 15 км класичний стиль | Бенджамін Еберле | 46:49.3   | 50    |
| 30 км класичний стиль | Патрік Гаслер    | 1'43:26.7 | 74    |
| 30 км класичний стиль | Костянтин Ріттер | 1'37:47.6 | 58    |
| 30 км класичний стиль | Бенджамін Еберле | 1'34:53.8 | 47    |

### Санний спорт
Чоловіки
| Спортсмен | 1-й заїзд | 1-й заїзд | 2-й заїзд | 2-й заїзд | 3-й заїзд | 3-й заїзд | 4-й заїзд | 4-й заїзд | Загальний результат | Загальний результат |
| Спортсмен | Час       | Місце     | Час       | Місце     | Час       | Місце     | Час       | Місце     | Час                 | Місце               |
| --------- | --------- | --------- | --------- | --------- | --------- | --------- | --------- | --------- | ------------------- | ------------------- |
| Петер Бек | 47.319    | 20        | DNF       | —         | —         | —         | —         | —         | DNF                 | —                   |